# カルール
カルール（கரூர்；Karur）は、インド南部のタミル・ナードゥ州にある都市。カルール県の県庁所在地であり、同県カルール郡の中心都市である。

## 地理
北緯： 10° 56' 60 　／　東経： 78° 4' 60 
- 県外
  - チェンナイまで 403km
  - ティルッチラーッパッリまで 74km
  - マドゥライまで 125km
  - コーヤンブットゥールまで 131km
  - カンニヤークマリまで 367km

## 政治
カルールでは、2001年の州議会議員選挙ではINCのT・N・シヴァスブラマニアンが当選したが、2006年の州議会議員選挙ではAIADMKのV・センディル・バラージーがDMKの候補を抑えて当選した。